# Acordo de Reivindicações de Terras de Nunavut
O acordo de reivindicações de terras de Nunavut foi assinado em 25 de maio de 1993, em Iqaluit por representantes da Federação Tunngavik de Nunavut (atualmente Nunavut Tunngavik Incorporated), pelo governo do Canadá e pelo governo dos Territórios do Noroeste. Este acordo formaria um território que seria constituído da parte central e oriental dos Territórios do Noroeste, formando um território separado chamado Nunavut. É a maior reivindicação de terras na história do Canadá. O acordo consiste em 42 capítulos, que abordam uma grande variedade de aspectos como a gestão da vida selvagem e de colheita de direitos, terras, água e regimes de gestão ambiental, parques e áreas de conservação, patrimônios, recursos, os empregos do setor público e contratação, e uma série de outras questões. O acordo indica duas áreas que são o foco do acordo, a primeira área consiste nas ilhas do Ártico e do continente oriental do Ártico, e suas áreas marítimas adjacentes, a segunda área inclui as ilhas Belcher, e outras ilhas associadas além de suas áreas marinhas adjacentes.